# 格羅莫夫雙曲空間
數學上，設{\displaystyle \delta \geq 0}為一常數，則一個度量空間{\displaystyle X}是格羅莫夫(Gromov)δ-雙曲空間，簡稱δ-雙曲空間，如果{\displaystyle X}中任意四點{\displaystyle p,x,y,z}都符合不等式
{\displaystyle (x,z)_{p}\geq \min {\big \{}(x,y)_{p},(y,z)_{p}{\big \}}-\delta }
其中{\displaystyle (x,y)_{p}}是{\displaystyle x,y}對基點{\displaystyle p}的格羅莫夫積。若δ的實際數值不重要時，也可稱作格羅莫夫雙曲空間或雙曲空間。以上是米哈伊爾·格羅莫夫的定義，因為不須用到測地線，故可以用於一般的度量空間。
一個測地度量空間是格羅莫夫雙曲的，當且僅當存在常數{\displaystyle \delta \geq 0}，使得每個測地三角形（三邊都是測地線段的三角形）都是δ-瘦，即是三角形每一邊上任何一點，距離另外兩邊其中一邊少於δ。
以上的δ-瘦條件由以利亞·里普斯(Eliyahu Rips)給出，此外又有數種等價條件。格羅莫夫定義中的δ未必等於里普斯條件的δ，但如果一個測地度量空間符合格羅莫夫定義中的δ-雙曲性，則它符合里普斯4δ-瘦條件；反之若這空間符合里普斯δ-瘦條件，則符合格羅莫夫定義的8δ-雙曲性。

## 例子
- 樹是0-雙曲空間，因為其上任何三角形都是退化的。
- 有限直徑的度量空間都是雙曲空間。
- 設{\displaystyle X,Y}為測地度量空間，{\displaystyle f:X\to Y}是一個擬等距映射，如果{\displaystyle Y}是雙曲空間，那麼{\displaystyle X}也是雙曲空間。
- 若{\displaystyle X}是負曲率的緊緻黎曼流形，那麼其萬有覆疊空間{\displaystyle {\widetilde {X}}}是雙曲空間，而{\displaystyle X}的基本群{\displaystyle \pi _{1}(X)}賦予字度量後可以擬等距映射到{\displaystyle {\widetilde {X}}}（施瓦茨－米爾諾引理），所以也是雙曲空間。{\displaystyle \pi _{1}(X)}因此是雙曲群。

## 理想邊界
設X是一個格羅莫夫雙曲空間，{\displaystyle (x_{i})}為X中一個序列。如果
當{\displaystyle i,j\to \infty }時，{\displaystyle (x_{i},x_{j})_{p}\to \infty }，
稱{\displaystyle (x_{i})}收斂於無窮。其中p是X中某個定點，{\displaystyle (x_{i},x_{j})_{p}}是{\displaystyle x_{i},x_{j}}對基點p的格羅莫夫積。
對收斂於無窮的序列{\displaystyle (x_{i})}定義一個等價關係如下：{\displaystyle (x_{i})\sim (y_{i})}，如果
當{\displaystyle i,j\to \infty }時，{\displaystyle (x_{i},y_{j})_{p}\to \infty }。
由這些等價類構成的集合稱為X的理想邊界{\displaystyle \partial X}。
注意上述條件都不依賴於基點p，因為格羅莫夫積對p是1-利普希茨連續的，即是若將p換作另一點q，則任兩點的格羅莫夫積以q為基點時的值，與以p為基點時的值，相差不超過p和q的距離。
若序列{\displaystyle (x_{i})}在等價類{\displaystyle a\in \partial X}內，那麼稱{\displaystyle x_{i}\to a}。這樣就在{\displaystyle X\cup \partial X}上定義了一個拓撲，使得X在{\displaystyle X\cup \partial X}內是稠密的。

### 等價定義
設格羅莫夫雙曲空間X是測地和常態的，其理想邊界有等價定義如下：
1. 一個映射{\displaystyle f:[0,\infty )\to X}稱為擬射線，如果f是一個擬等距嵌入。對X中的擬射線定義等價關係：兩條擬射線等價，若二者的豪斯多夫距離是有限的。那麼由擬射線的等價類構成的集合是X的理想邊界。
2. 選取X中任何一點w為基點。對所有從w點出發的測地射線，定義如上一項所述的等價關係。則由這些測地射線的等價類構成的集合是X的理想邊界。